# Egnasia nagadeboides
Egnasia nagadeboides är en fjärilsart som beskrevs av Embrik Strand 1920. Egnasia nagadeboides ingår i släktet Egnasia och familjen nattflyn. Inga underarter finns listade i Catalogue of Life.